# Rudy (województwo śląskie)
Rudy (też: Rudy Wielkie, Rudy Raciborskie; niem. Rudy, Groß Rauden) – wieś w Polsce, na Górnym Śląsku w województwie śląskim, w powiecie raciborskim, w gminie Kuźnia Raciborska.
W latach 1973–1977 miejscowość była siedzibą gminy Rudy.

## Nazwa
Ewolucja zapisów nazwy wsi Rudy przebiegała następująco:
- 1258 – Wladislaw,
- 1264 – Ruda,
- 1295 w kronice łacińskiej Liber fundationis episcopatus Vratislaviensis (pol. Księga uposażeń biskupstwa wrocławskiego) miejscowość wymieniona jest jako Ruda[5].
- 1391 – Rudden – wariant niemiecki (czyt. Ruden),
- 1408 – Rawden, Rawdin – wariant niemiecki (czyt. Rauden),
- 1420 – Rauda (czyt. Ruda),
- 1475 w łacińskich statutach Statuta synodalia episcoporum Wratislaviensium miejscowość wymieniona jest w formie Ruda[6].
- II poł. XV w. – Rauden
- pocz. XVI w. – Raudten, Rauden – warianty niemieckie (oba czyt. Rauden)
- 1613 w dziele Silesiographia autorstwa Mikołaja Henela z Prudnika miejscowość wymieniona pod łacińską nazwą: Raudense monasterium[7].
- XVIII w. – Rauden, Rudy, Groß Rauden,
- 1830 – Rudeo (błąd pisarza lub zapis uszkodzony)
- 1888 – Ruda,
- 1918-1945 – Rudy, Groß Rauden,
- od 1945 – Rudy (Rudy Wielkie, urzędowo, następnie potocznie: Rudy Raciborskie, obecnie Rudy).

## Geografia
Rudy położone są w dolnym biegu rzeki Rudy, która z kolei jest dopływem górnej Odry. Zlokalizować je można na styku Płaskowyżu Rybnickiego i Kotliny Raciborskiej. W południowej części Rud, na granicy z Rybnikiem, znajduje się najwyższy punkt sięgający 271 m n.p.m. Początkowo okoliczne tereny były mocno zalesione a drzewostan stanowiły buki, dęby, sosny, świerki i jodły. W XVIII wieku wytrzebiono jednak niemal zupełnie buki i dęby, a zanieczyszczenie środowiska spowodowało zanik jodły, którą zastąpiono modrzewiami i innymi gatunkami liściastymi. Lasy w Rudach obfitują także w zwierzynę płową, czarną i drobną.
Klimat Rud jest ciepły, a okres wegetacyjny trwa 224 dni. Gleby są w większości nieurodzajne i powstały na bazie utworów polodowcowych: gliny, piasków i iłów. Natomiast gleby bielicowe właściwe, rdzawe i murszowate zajmują ok. 66% powierzchni. W dolinie rzecznej występują również nadające się pod gospodarkę łąkową mady piaszczyste.

## Przysiółki
Przysiółkami wsi są:

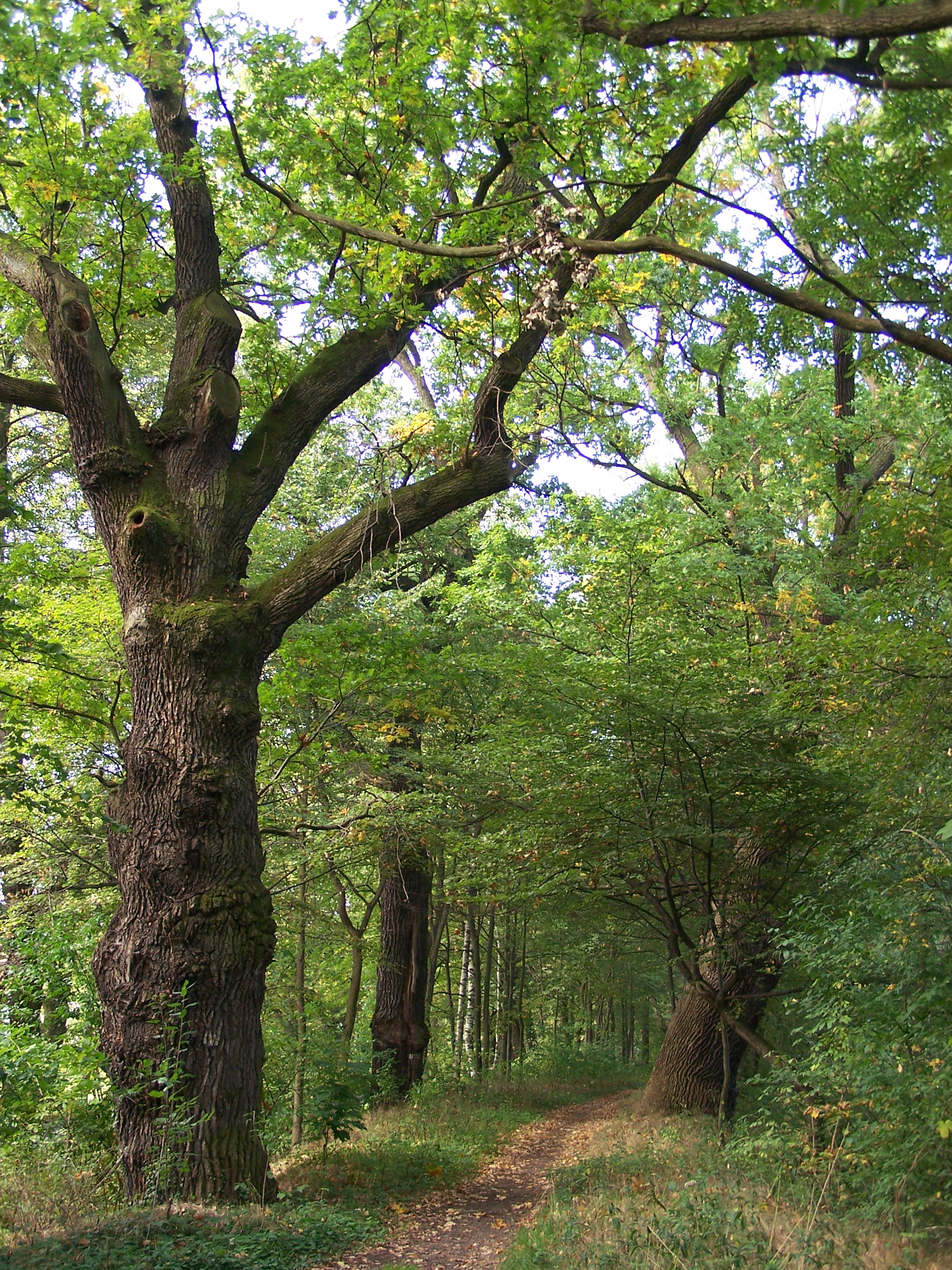
Przyroda na terenie Rud

- Biały Dwór – dawny folwark cysterski z końca XIII wieku;
- Brantołka – dawna osada fabryczna założona przez cystersów w XVI wieku, funkcjonowały tam najpierw fryszerki i kuźnica, a później fabryka drutu i huta;
- Kolonia Renerowska – powstała na początku XIX w. przy drodze do Jankowic;
- Paproć – kolonia fabryczna zbudowana przez cystersów przy drodze do Rybnika;
- Podbiała
- Przerycie – kolonia fabryczna założona przez cystersów;
- Szybki – kolonia górnicza założona przez cystersów na południe od Rud, na skraju lasu zwanego Buk, miejsce wydobywania rudy darniowej.

## Historia
Historia Rud sięga I poł. XIII wieku. Wtedy miała tu powstać pierwsza fundacja klasztorna, która w 1228 roku otrzymała obraz Matki Boskiej z Dzieciątkiem. Prawdopodobnie jednak datowanie to jest zbyt wczesne i faktycznie można je przesunąć na ok. 1237 rok. Pierwszy klasztor nie przetrwał w związku z najazdem tatarskim w 1241 roku. Z początkiem II połowy XIII wieku cystersi z Jędrzejowa przybyli tu jednak ponownie i w 1252 roku zaczęli budowę klasztoru, który zasiedlili w 1255 roku. Znany jest też dokument fundacji klasztoru z 21 października 1258 roku wydany przez Władysława Opolskiego i potwierdzony 16 lat później przez papieża Grzegorza X.
Cystersi szybko rozwijali miejscową gospodarkę i osadnictwo. Zajmowali się: górnictwem, hutnictwem, sadownictwem, leśnictwem i bartnictwem. W okolicy Rud wybudowali stawy rybne, które zaopatrywały zarówno klasztor, jak i okoliczne wioski. Hodowali także owce, trzodę i bydło.
Kolejny szybki wzrost znaczenia klasztoru rudzkiego przyniosły XVII wiek i rządy opata Andrzeja Emanuela Pospela. Klasztor założył wówczas kuźnicę, dwie fryszerki i fabrykę drutu. W 1710 powstała w Rudach huta potażu, a w 1725 założono tu kuźnicę miedzi.
W 1810 roku władze pruskie dokonały kasaty klasztoru, a w jego budynkach powstał szpital wojskowy, który funkcjonował tu w latach 1813–1814.
We wsi niemiecki etnograf Julius Roger zbierał pieśni ludowe Górnego Śląska do swojej książki Pieśni ludu polskiego w Górnym Szląsku z muzyką wydanej we Wrocławiu w 1863 roku . Dwadzieścia pięć pieśni z tego zbioru pochodzących z Rudy przetłumaczył Hoffman von Fallersleben w opublikowanym w Kassel w 1865 roku dwujęzycznym, polsko-niemieckim zbiorze pt. Ruda. Polnische Volkslieder der Oberschlesier . Topograficzny opis Górnego Śląska z 1865 roku notuje stosunki ludnościowe na terenie wsi – „Die Bevolkerung von dem eigentlichen Gross-Rauden besteht aus 195 Haushaltungen mit 1131 Seelen, zur halfte polnisch(...).”, czyli w tłumaczeniu na język polski „Populacja w Rudach w 195 gospodarstwach domowych wynosi 1131 dusz, z czego połowa jest polska (...)”.

## Zabytki i atrakcje turystyczne

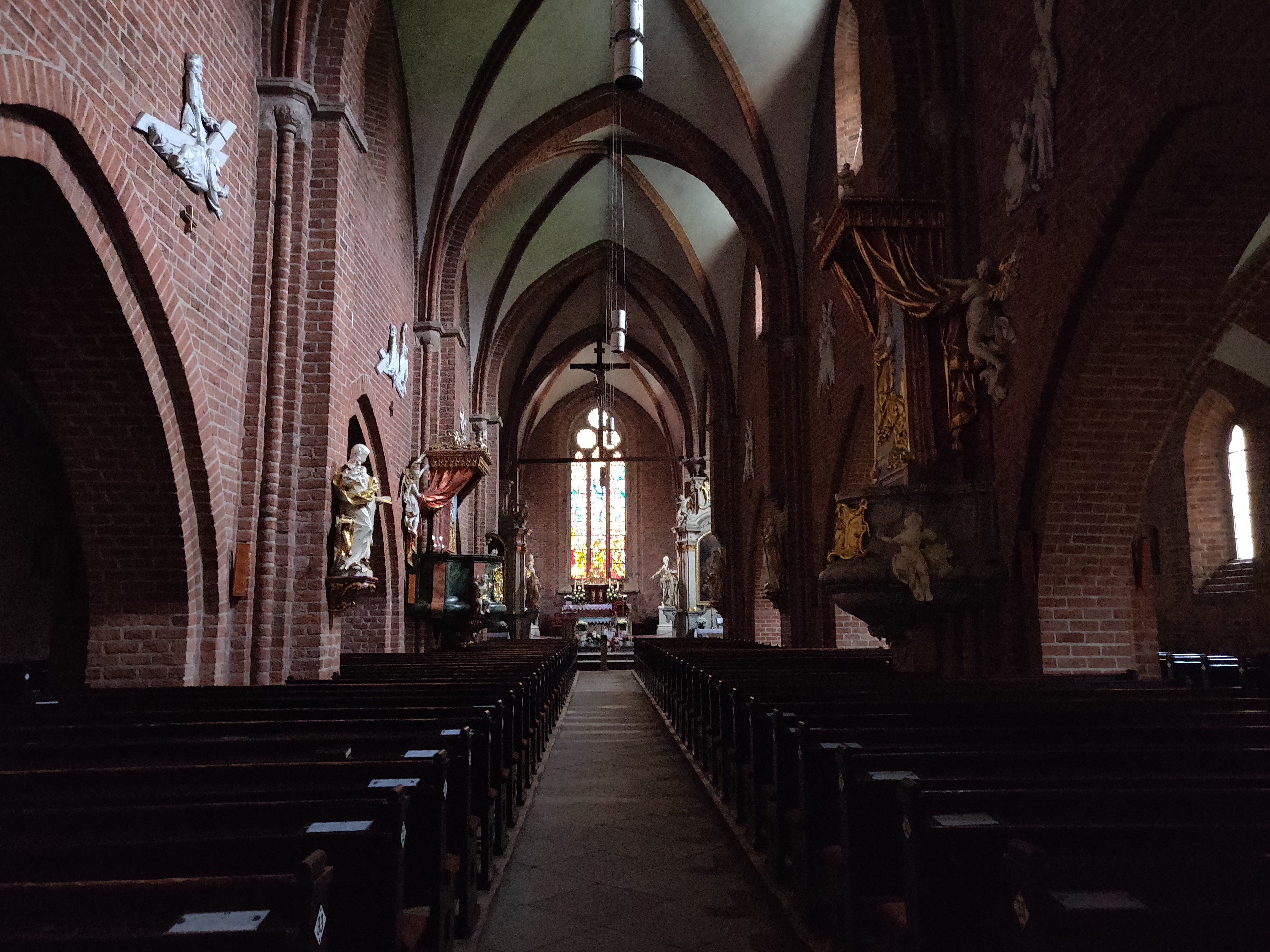
Wnętrze zabytkowego kościoła wchodzącego w skład Pocysterskiego Zespołu Klasztorno-Pałacowego

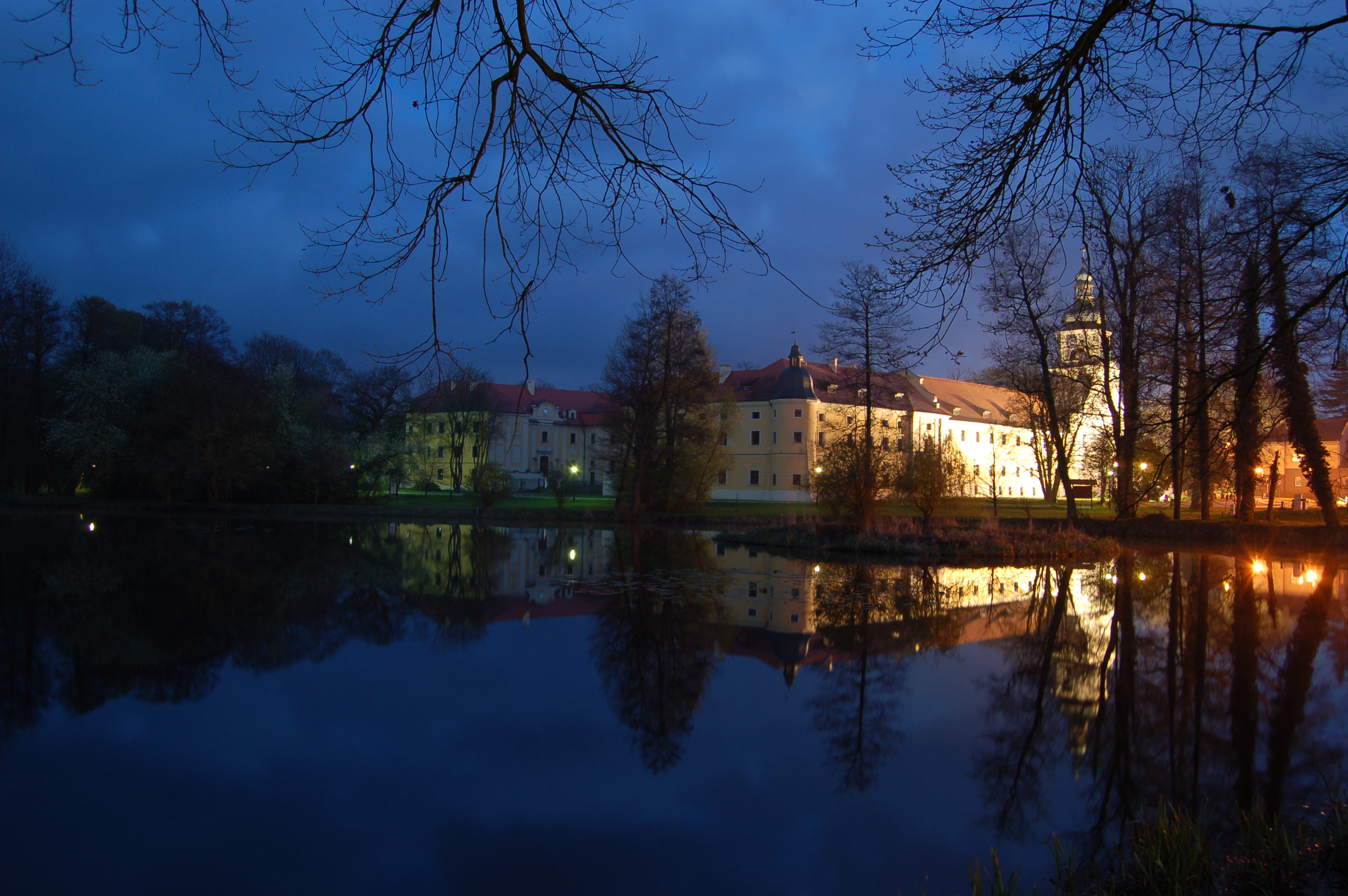
Pocysterski Zespół Klasztorno-Pałacowy w Rudach.

- Sanktuarium Matki Bożej Pokornej w Rudach
- Pocysterski Zespół Klasztorno-Pałacowy w Rudach siedziba księcia raciborskiego[12]
- Zabytkowa Stacja Kolei Wąskotorowej
- Park Krajobrazowy Cysterskie Kompozycje Krajobrazowe Rud Wielkich
- Leśniczówka Buk – Uroczysko Buk z domkiem myśliwskim to miejsce spotkań myśliwych. Otoczone starymi 150-letnimi bukami. W połowie XIX wieku księżniczka Wiktoria, córka królowej Anglii Wiktorii, posadziła tu lipę. Dzisiaj drzewo otoczone zostało kręgiem kamieni, na jednym z nich wyryto imię księżnej.
- Etnomuzeum Zaczarowana Chata[13]
- Kościół pw. Św. Marii Magdaleny i cmentarz
- Komora Normobaryczna w Rudach[14]

Szlaki turystyczne przechodzące przez Rudy:
- – Szlak Husarii Polskiej
- – Szlak Okrężny Wokół Gliwic
- Szlak Zabytków Techniki
- Szlak cysterski

## Przypisy

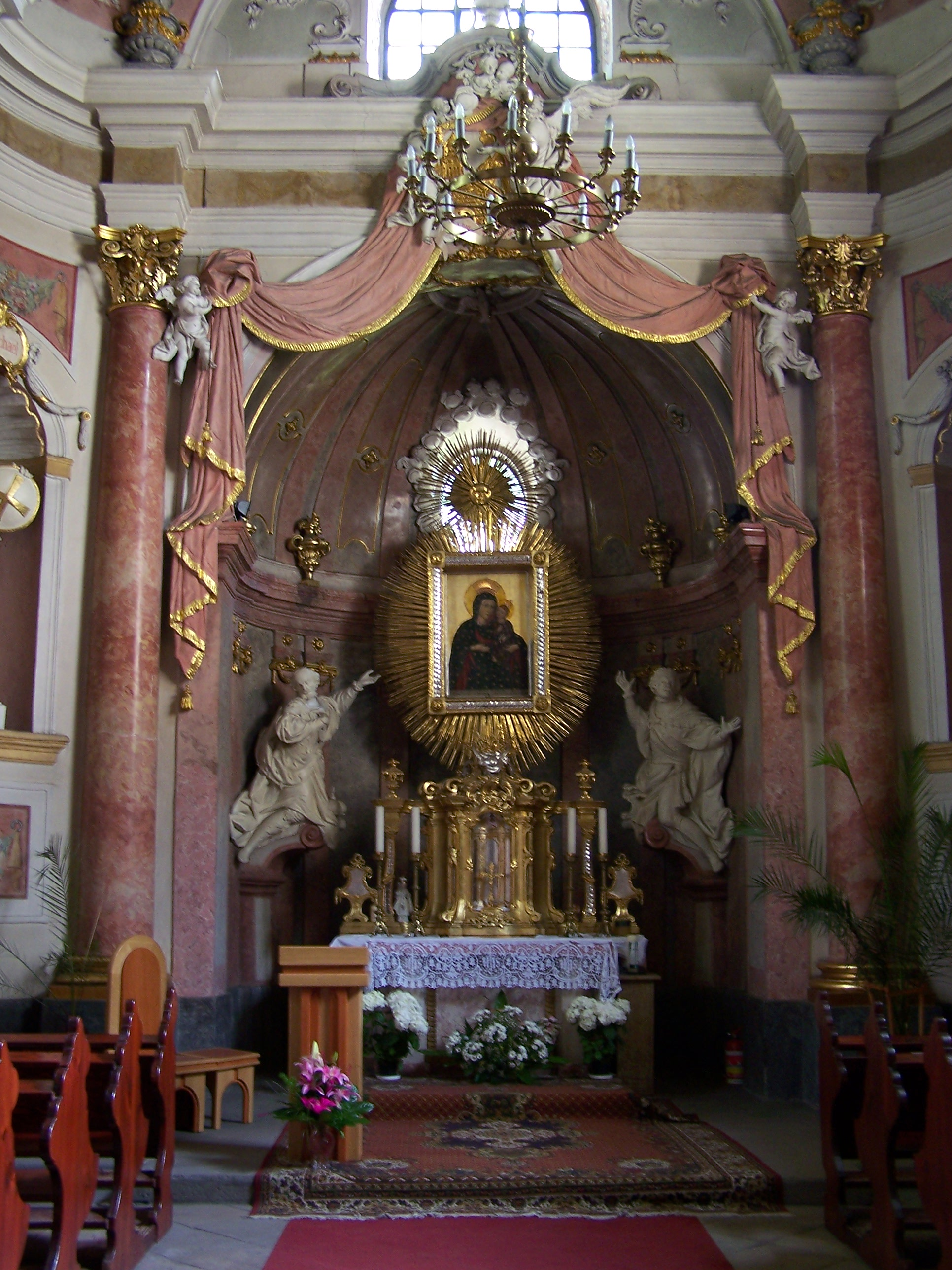
Ołtarz z obrazem NMP w bocznej kaplicy w kościele przyklasztornym w Rudach (Raciborskich)

## Transport

### Drogowy

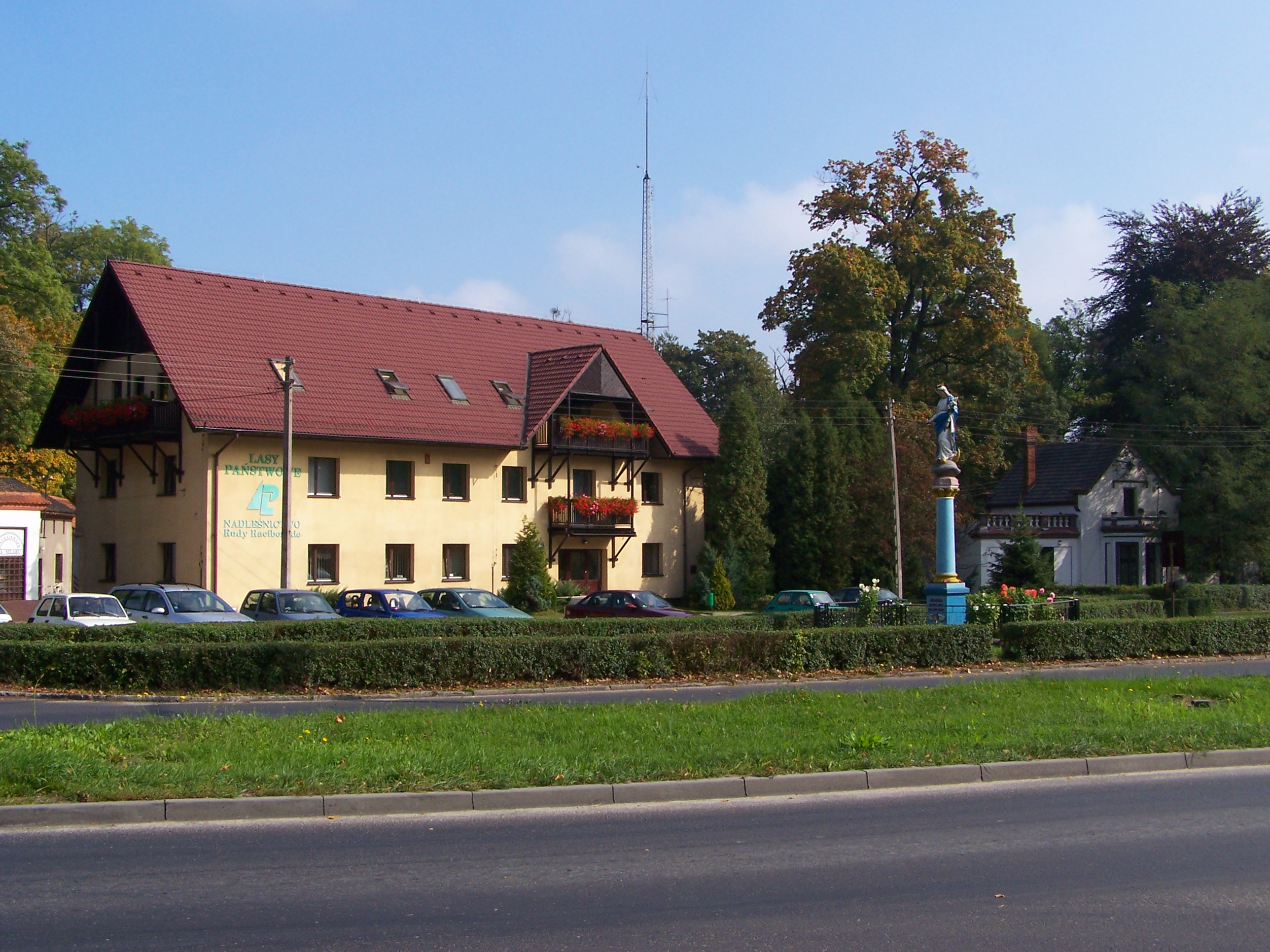
Siedziba Lasów Państwowych i zabytkowa willa przy głównym rozjeździe w Rudach

- droga wojewódzka nr 425 (Bierawa – Kuźnia Raciborska – Rudy)
- droga wojewódzka nr 919 (Racibórz – Rudy – Sośnicowice)
- droga wojewódzka nr 920 (Rudy – Rybnik)
- droga wojewódzka nr 921 (Rudy – Przerycie – Knurów – Zabrze)

Rudy znajdują się w odległości ok. 13 km od autostrady A4 – węzeł Ostropa z drogą wojewódzką nr 408.
Droga wojewódzka nr 921 jest drogą dojazdową do autostrady A1 i prowadzi do węzła Knurów oddalonego od Rud o ok. 18 km.

### Autobusowy
Rudy są połączone komunikacją autobusową z:
- Rybnikiem (Komunikacja Miejska Rybnik – linia 43)
- Gliwicami (PKS Gliwice i PKS Racibórz)
- Raciborzem (PKS Gliwice i PKS Racibórz)
- Kuźnią Raciborską (PKS Gliwice i PKS Racibórz)

## Edukacja
W Rudach znajduje się Zespół Szkół Ogólnokształcących, w którym mieszczą się szkoła podstawowa oraz gimnazjum (ul. Rogera). Przedszkole (ul. Raciborska) oraz Młodzieżowy Ośrodek Wychowawczy (czynny oficjalnie od września 2008) (ul. Dworcowa).
ZSO w Rudach w ramach programu Comenius prowadzi kontakty partnerskie oraz wymianę młodzieży i nauczycieli z kilkoma szkołami w Europie:
- Rendsburg (Schule Altstadt)
- Torrox Costa (Colegio Público Los Llanos)
- Southam (Southam Primary School)
- Bolatice (Základní škola Bolatice)
- Vierzon (College Prive Notre Dame)

## Ludzie związani z Rudami

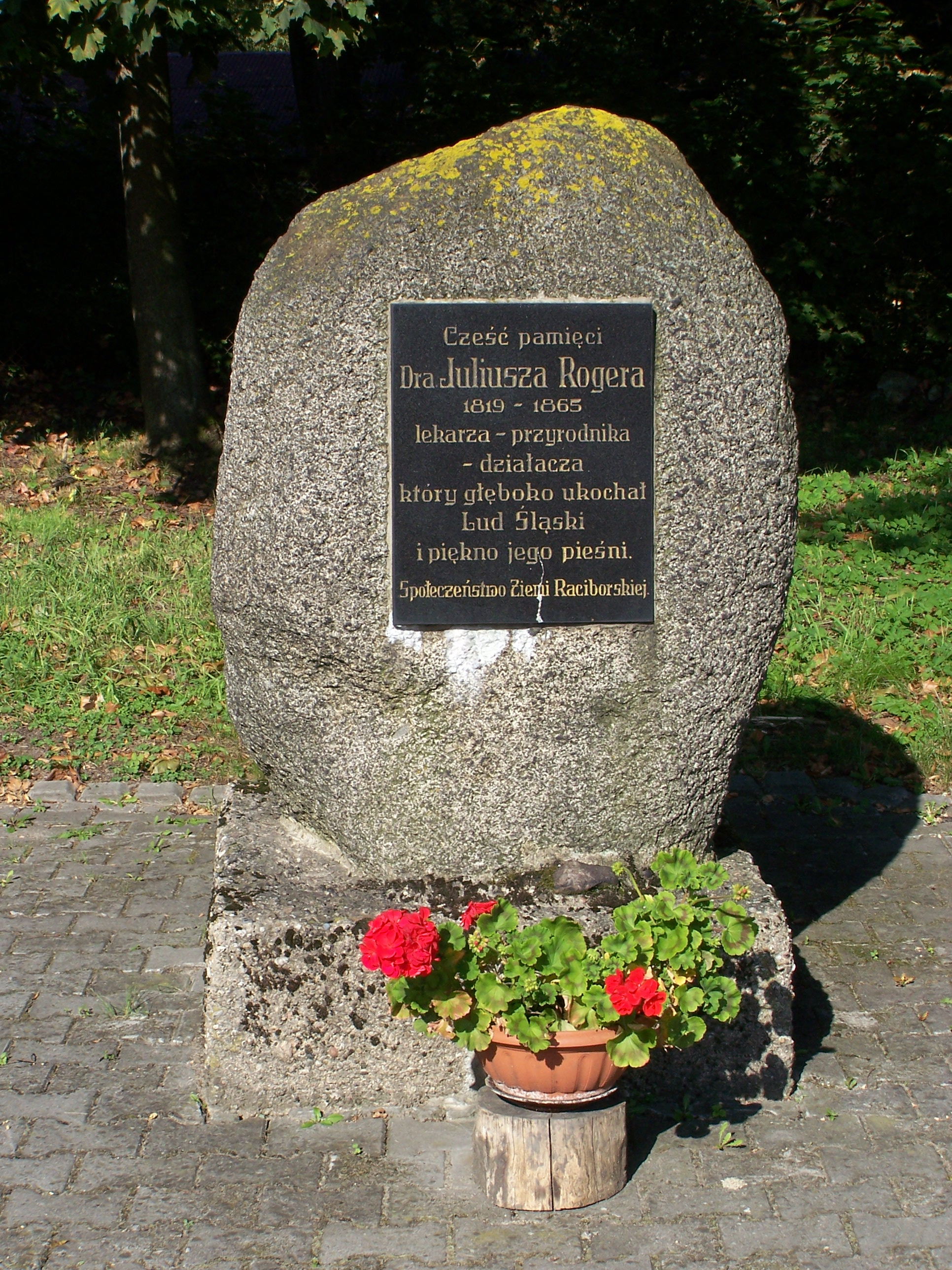
Obelisk ku czci dra Juliusza Rogera